# Bram Schuijff
Abraham Schuijff (Baarn, 12 juni 1927 − Bunnik, 23 januari 2017) was een Nederlands hoogleraar in de thermodynamica.

## Biografie
Schuijff promoveerde aan de Universiteit Utrecht op De kristalstructuren van 3,6-dichloor 1,2-4,5-dibenzpentaleen en van 1,3 -diïsopropylideencyclobutaandion-2,4. The crystalstructures of 3,6-dichloro 1,2-4,5-dibenzpentalene and of 1,3-diïsopropylidenecyclobutane-2,4-dione bij prof. dr. Johannes Martin Bijvoet. Hij bleef verbonden aan die universiteit en werd in 1966 benoemd tot lector thermodynamica. Vanaf de vierde druk werkte hij mee aan de uitgave Korte inleiding tot de chemische thermodynamica, waar zijn promotor in 1962 de eerste druk van verzorgde. Op 20 november 1979 werd hij benoemd tot gewoon hoogleraar aan die universiteit, met dezelfde leeropdracht; hij was tevens decaan van de subfaculteit. Per 1 augustus 1990 ging hij met emeritaat en hield zijn afscheidsrede onder de titel Energie, entropie en tijd. In de periode 1982 tot 1990 was hij voorzitter van de Thermische Analyse Werkgroep Nederland.
Prof. dr. A. Schuijff overleed begin 2017 op 89-jarige leeftijd.